# Refsvindinge
Refsvindinge is een plaats in de Deense regio Zuid-Denemarken, gemeente Nyborg. De plaats telt 566 inwoners (2020).

## Station

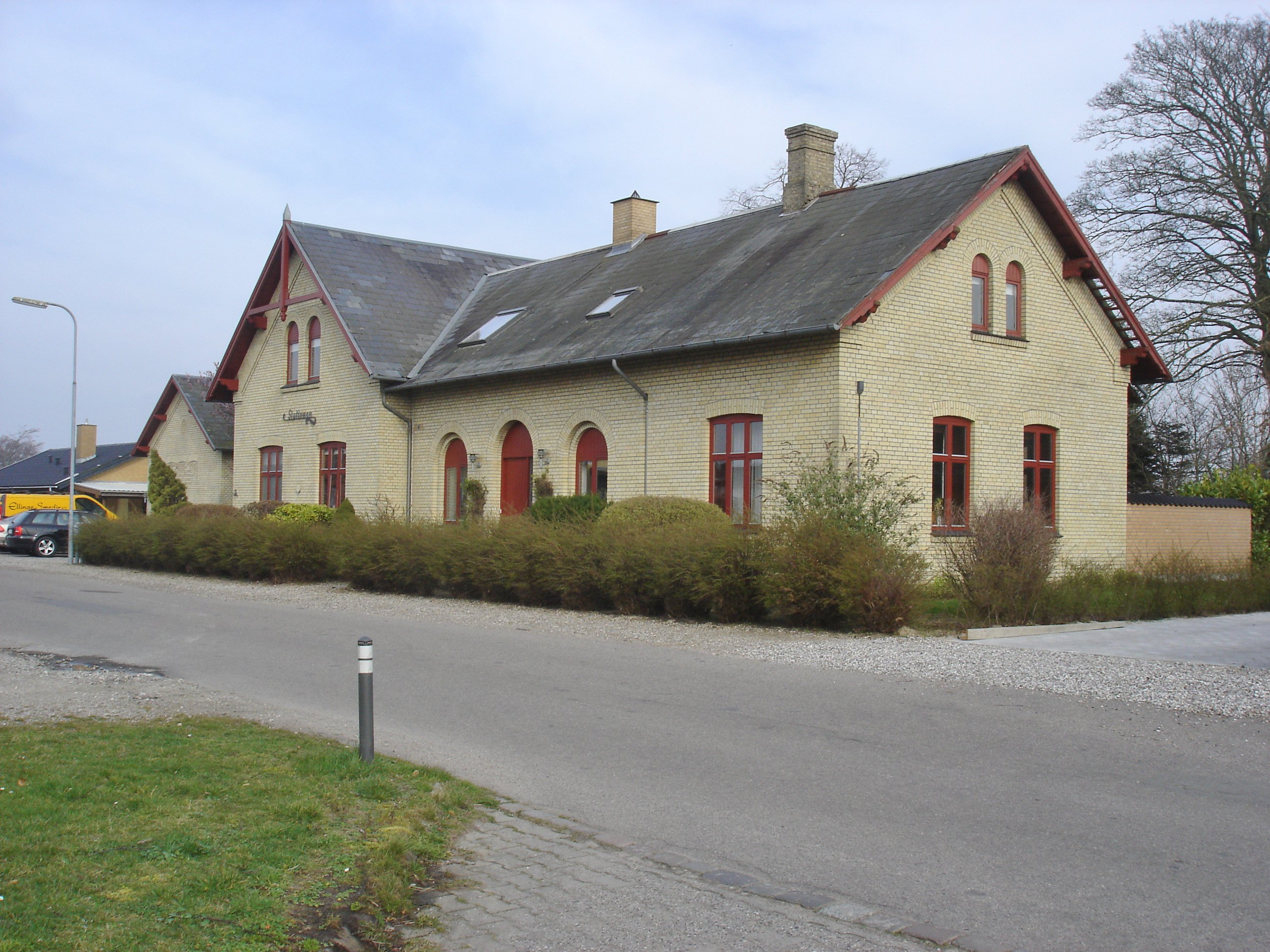
Voormalig station

Refsvindinge ligt aan de voormalige spoorlijn Ringe - Nyborg. De laatste trein reed in 1962, het stationsgebouw is bewaard gebleven.